# TransGaming Technologies
TransGaming Technologies är ett kanadensiskt företag som specialiserat sig på att utveckla datorprogram som gör det möjligt att spela datorspel på andra datorer och operativsystem än de ursprungligen var tänkta för. Företaget har bland annat utvecklat Cedega (Linux), Cider (mjukvara) (Mac OS) och SwiftShader.